# Чина трансильванська
Чина трансильванська (Lathyrus transsylvanicus, варіант Lathyrus transsilvanicus) — вид квіткових рослин з родини бобових (Fabaceae).

## Морфологічна характеристика
Багаторічна рослина. Стебла 25–70 см, розсіяно волосисті, випростані, кутасті, кремезні, біля основи безлисті. Листочки довгасто-ланцетні, 30–70 × 15–35 мм. Квітки 18–23 мм завдовжки. Боби 50–70 мм довжиною, в молодому стані розсіяно запушені. Насіння від еліпсоїдного до округлого, іноді плоскувате, поверхня гладка, злегка блискуча, від піщано-коричневого до пурпурно-коричневого забарвлення. 2n=14.

## Поширення
Росте у Європі (Болгарія, Чехія, Словаччина, Угорщина, Румунія, Україна). Росте на узліссях, вирубках, у чагарниках.
В Україні росте у тінистих лісах, чагарниках – на Закарпатті (м. Мукачево), рідко. У ЧКУ має статус «зникаючий».